# 承明
承明（しょうめい）は、南北朝時代の北魏において、孝文帝の治世に使用された元号。476年6月 - 12月。

## 西暦・干支との対照表
| 承明 | 元年  |
| 西暦 | 476年 |
| 干支 | 丙辰  |